# 陈舜娘
陳舜娘（英語：Jessica Tan Soon Neo，1966年5月28日—）是新加坡政治人物與前企業高管，現任人民行動黨國會議員，代表东海岸集选区中的樟宜—四美分區，自2006年首次當選以來已連任五屆。她亦自2020年起擔任新加坡國會副議長，為首位女性副議長之一，與迪舒沙共同履職。
在投身政界之前，陳舜娘曾於資訊科技產業擔任高階職務，包括在IBM亞太區任網絡服務總監，以及在微軟新加坡擔任董事總經理。她在企業管理、數碼發展與人力資源領域經驗豐富，亦積極參與社區服務與公共政策。

## 經歷
陳舜娘於1989年畢業於新加坡国立大学，主修經濟學與社會學。畢業後即加入國際資訊科技公司 IBM，歷任多個管理職位，最終晉升為亞太區網絡服務部門總監。在任職 IBM 期間，她專注於企業資訊系統整合、數據安全與區域業務拓展等領域。
2008年，陳舜娘轉任微軟新加坡公司董事總經理，成為當時極少數在跨國科技企業擔任高階領導職務的女性之一。在任內，她積極推動數碼轉型與本地人才培育，倡導成熟勞動力再培訓、女性進入科技領域等議題，並代表微軟參與多項政策諮詢平台。
2006年，她以人民行動黨候選人身份首次當選為東海岸集選區（樟宜—四美分區）國會議員，並自此連任至今。擔任國會議員期間，她曾參與多個國會常設委員會，包括財政委員會、交通與社會發展委員會等，並積極關注數碼經濟、公共服務效率與婦女發展等議題。
2020年8月，陳舜娘被任命為新加坡國會副議長，成為歷來首位與另一位副議長（迪舒沙）共同履職的女性副議長。任內除協助議長主持會議，也肩負國會內部行政與議事秩序的協調職責。
除政治與商務領域之外，陳舜娘亦積極參與社區事務，擔任東海岸市鎮理事會領導成員，長期關注長者照護、家庭教育與青年發展等社區議題。

## 事件

### 拍照风波与道歉事件
2020年7月，在一次东海岸集选区的家访活动中，陈舜娘向一位戴头巾的穆斯林妇女提出合影请求，但未注意到对方未佩戴传统头巾，此举被部分网民指为未尊重对方宗教习惯。随后，陈舜娘公开回应并在社交平台上道歉，表示当时无意冒犯，并强调对多元宗教与文化的尊重。

### 擔任代理議長
2023年7月17日，新加坡國會議長陳川仁與議員鍾麗慧因被指涉及不當關係而辭職，總理李顯龍宣布將由「顧問副議長」陳舜娘臨時主持國會會議，直至選出新任議長為止。
陳舜娘自2020年起與迪舒沙共同擔任副議長，因議長辭職而肩負重任，並於議長缺位期間正式出任代理議長。陳川仁辭職後由陳舜娘主持議會，直到8月2日謝健平當選議長。

### 關注 NRIC（身份證）風波中的政府處罰力度
2024年3月，面對新加坡政府針對公務員涉及洩漏個人身份證（NRIC）號碼事件所施加的嚴懲措施，包括記名譴責及停職處分，多位國會議員於會上質疑此舉是否過於重手，是否會削弱政府部門的靈活性。
當時，陳舜娘作為東海岸集選區代表之一，在議會發言指出：「我們應確保制度不會讓那些本意良善、遵從程序的人反而被懲罰。」，表達對罰則的靈活運用有所保留。她的觀點獲得部份人士認可，認為制度仍需平衡透明責任與實際操作彈性。